# Éric Millot
Éric Millot (Reims, 12 dicembre 1968) è un ex pattinatore artistico su ghiaccio francese, specializzato nel singolo.

## Risultati
GP: Champions Series (Grand Prix)
| Internazionali                     | Internazionali | Internazionali | Internazionali | Internazionali | Internazionali | Internazionali | Internazionali | Internazionali | Internazionali | Internazionali | Internazionali |
| Evento                             | 1986–87        | 1987–88        | 1988–89        | 1989–90        | 1990–91        | 1991–92        | 1992–93        | 1993–94        | 1994–95        | 1995–96        | 1996–97        |
| ---------------------------------- | -------------- | -------------- | -------------- | -------------- | -------------- | -------------- | -------------- | -------------- | -------------- | -------------- | -------------- |
| Giochi olimpici invernali          |                |                |                |                |                | 15°            |                | 7°             |                |                |                |
| Campionati mondiali                |                |                |                |                | 9°             |                | 7°             | 5°             | 5°             | 7°             | 12°            |
| Campionati europei                 |                |                | 13°            | 19°            | 4°             | 8°             | 3°             | 4°             | 5°             | 8°             |                |
| GP Finale                          |                |                |                |                |                |                |                |                |                | 3°             |                |
| GP Trophée de France/Lalique       |                |                |                |                |                |                |                |                |                | 2°             | 5°             |
| GP NHK Trophy                      |                |                |                |                |                |                |                |                |                | 5°             |                |
| GP Skate America                   |                |                |                |                |                |                |                |                |                |                | 5°             |
| GP Skate Canada                    |                |                |                |                |                |                |                |                |                | 3°             |                |
| Prize of Moscow News               |                |                | 7°             |                |                |                |                |                |                |                |                |
| Inter. de Paris/ Trophée de France |                |                |                | 6°             |                |                | 2°             |                | 2°             |                |                |
| NHK Trophy                         |                |                |                | 11°            |                |                |                |                |                |                |                |
| Skate America                      |                |                |                |                |                | 5°             |                |                | 3°             |                |                |
| Skate Canada                       |                |                |                | 5°             |                |                | 3°             |                |                |                |                |
| Nazionali                          |                |                |                |                |                |                |                |                |                |                |                |
| Campionati francesi                | 4°             | 5°             | 2°             | 1°             | 1°             | 1°             | 1°             | 2°             | 2°             | 2°             |                |
| R: Ritirato                        |                |                |                |                |                |                |                |                |                |                |                |